# Trás-os-Montes e Alto Douro

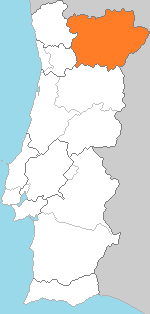
Província de Trás-os-Montes e Alto Douro

Trás-os-Montes e Alto Douro é uma província histórica de Portugal, com limites e atribuições que foram variando ao longo da história, mas que, grosso modo, correspondiam aos atuais distritos de Vila Real e Bragança e parte dos distritos de Viseu e da Guarda. A sua capital era a cidade de Vila Real.
Foi também uma das regiões administrativas da proposta de regionalização rejeitada em referendo em 1998.
É uma das províncias históricas de Portugal com maior número de emigrantes e uma das que mais sofrem com o despovoamento. O seu isolamento secular permitiu porém a sobrevivência de tradições culturais que marcam a identidade portuguesa.

## História

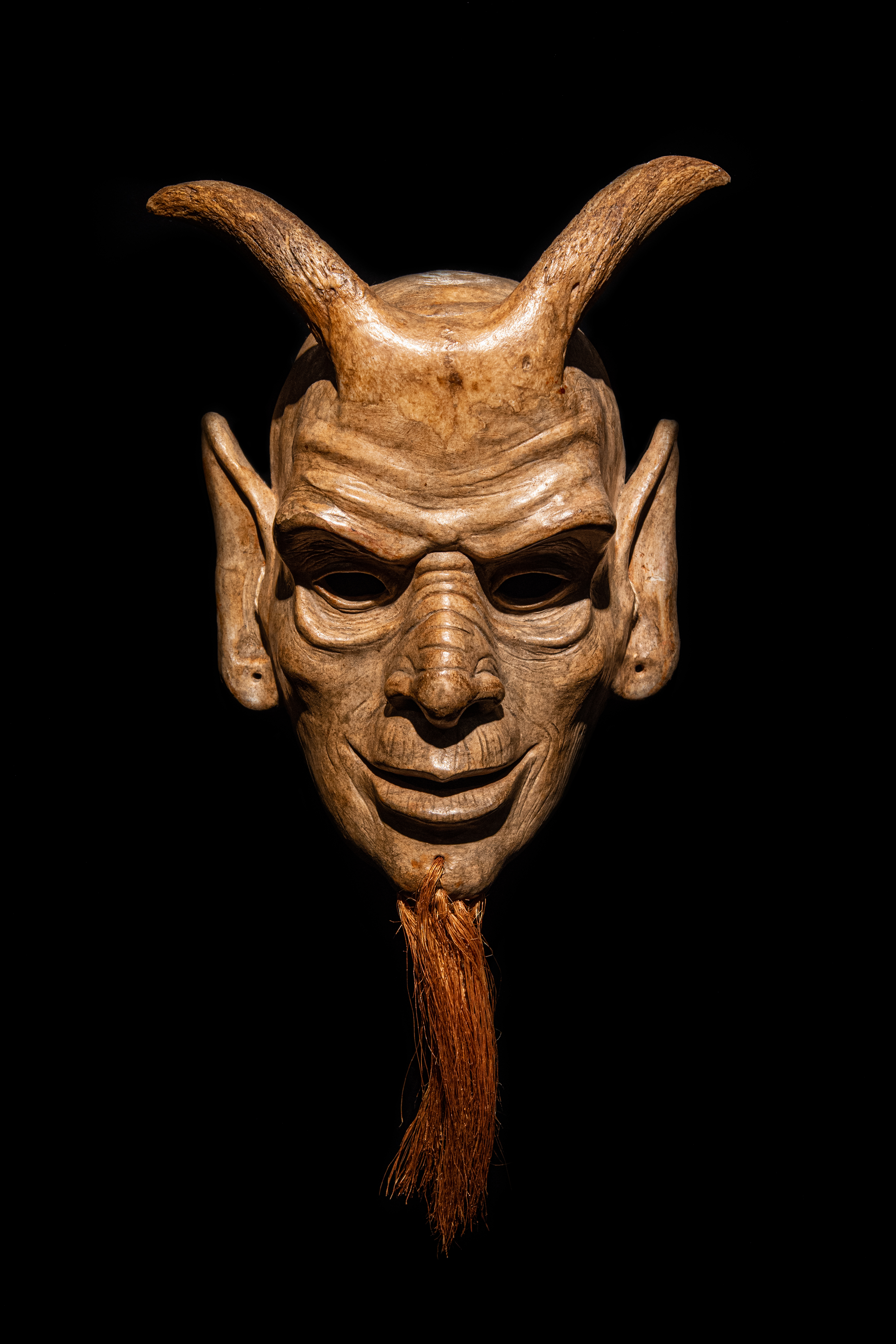
Máscara de diabo usada no Carnaval.

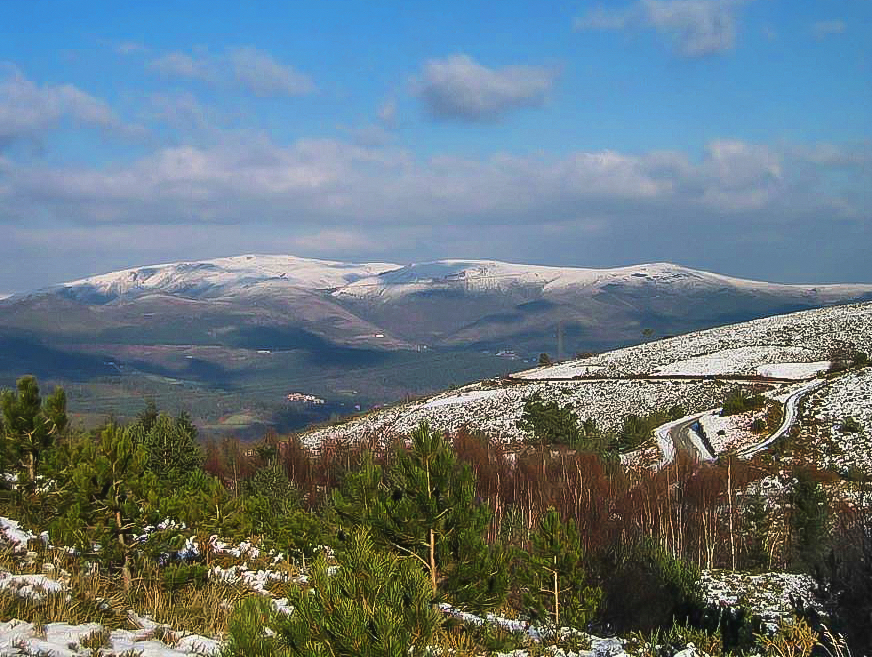
A Serra do Marão, principal divisão entre Trás-os-Montes e o litoral

Trás-os-Montes era uma das seis grandes divisões administrativas em que se encontrava dividido o território de Portugal, desde o século XV. A divisão foi conhecida por Comarca até ao século XVI, passando, a partir daí, a ser conhecida por província. Tradicionalmente, o território de Trás-os-Montes é limitado a norte pela Galiza, a leste pela Região de Leão, a oeste pelo rio Tâmega e a sul, pelo rio Douro. Esses limites variaram, ligeiramente, ao longo dos tempos.
Até ao século XVII a Província de Trás-os-Montes constituía uma correição, administrada por um corregedor — magistrado com funções judiciais e administrativas. Paralelamente, em caso de guerra, a província também constituía a área de actuação de um fronteiro-mor, comandante militar a quem era atribuído o comando operacional das tropas da província em campanha.
A partir do século XVII, a província passou a ser dividida em várias correições (também chamadas comarcas), cada uma com o seu corregedor. A província passou, então, a ser apenas uma unidade estatística e uma região militar comandada por um governador das armas. No início do século XIX, Trás-os-Montes incluía as comarcas de Bragança, Miranda, Torre de Moncorvo e Vila Real. No interior do seu território estava encravado o couto de Ervededo que dependia da comarca de Braga (província de Entre-Douro-e-Minho).

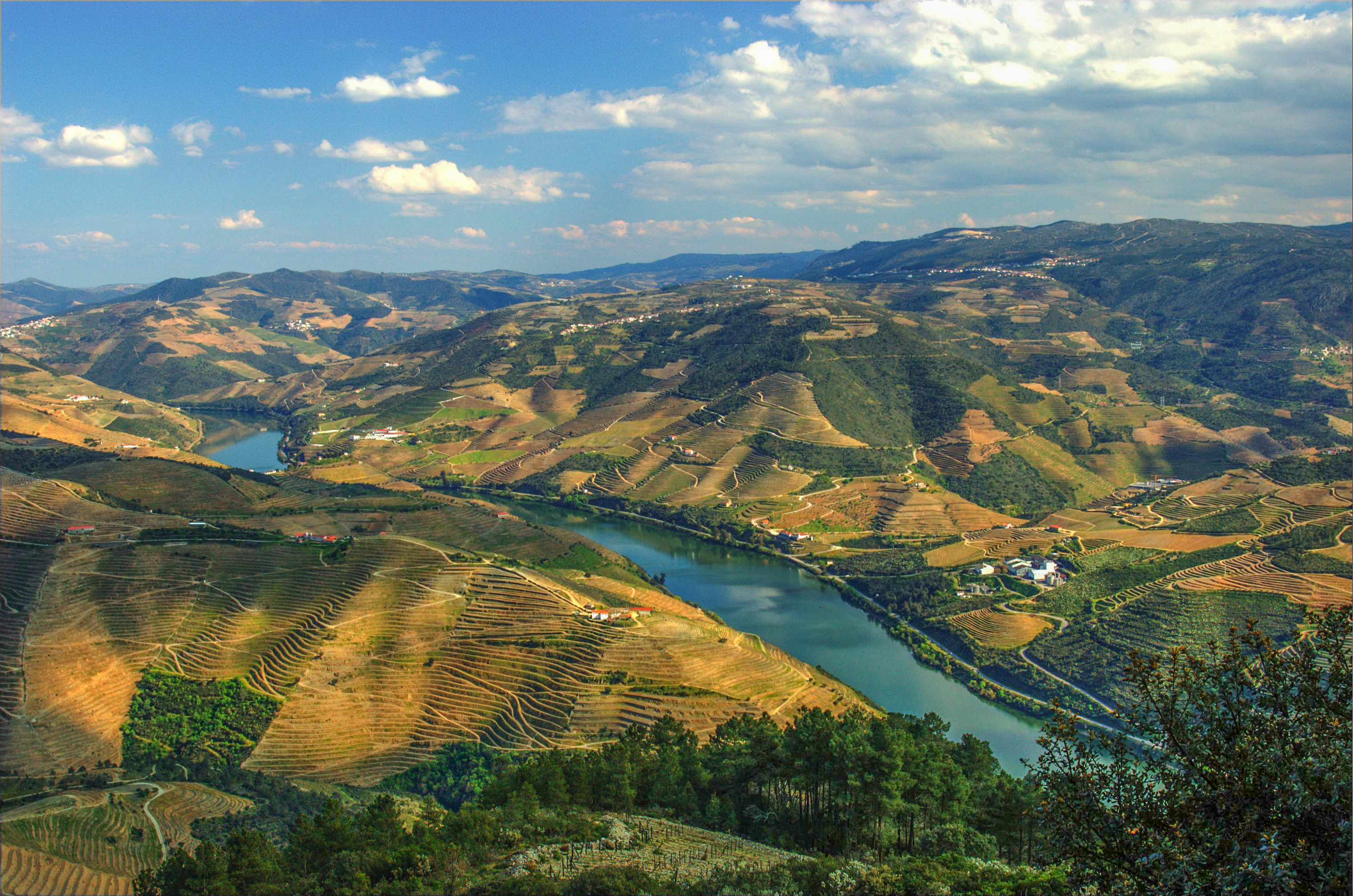
O Alto Douro, uma das duas regiões naturais que constituem a província transmontana, é considerado Património da Humanidade

A província de Trás-os-Montes manteve-se na divisão administrativa de 1832. Nessa altura passou a dispor de um prefeito — magistrado que representava o governo central — e de uma junta geral de província — órgão autárquico, eleito localmente. A província passou a estar dividida nas comarcas de Bragança, Chaves, Torre de Moncorvo e Vila Real. As comarcas que não eram sede de província dispunham, cada uma, de um subprefeito, que representava o prefeito.
Pela reforma administrativa de 1835, Portugal foi dividido em distritos. A divisão em províncias manteve-se, mas essas passaram a ser meros agrupamentos de distritos para fins estatísticos e de referência regional, sem órgãos próprios. A Província de Trás-os-Montes passou a agrupar os distritos de Bragança e de Vila Real.
A província, agora com a designação de Trás-os-Montes e Alto Douro e englobando alguns concelhos na margem esquerda do Douro, foi reinstituída pela reforma administrativa de 1936, em conformidade com a Constituição de 1933 (Estado Novo). As novas províncias foram criadas com base num estudo geográfico que identificava 13 "regiões naturais" no território de Portugal Continental. A região natural de Trás-os-Montes e a região natural do Alto Douro foram agrupadas na província de Trás-os-Montes e Alto Douro.

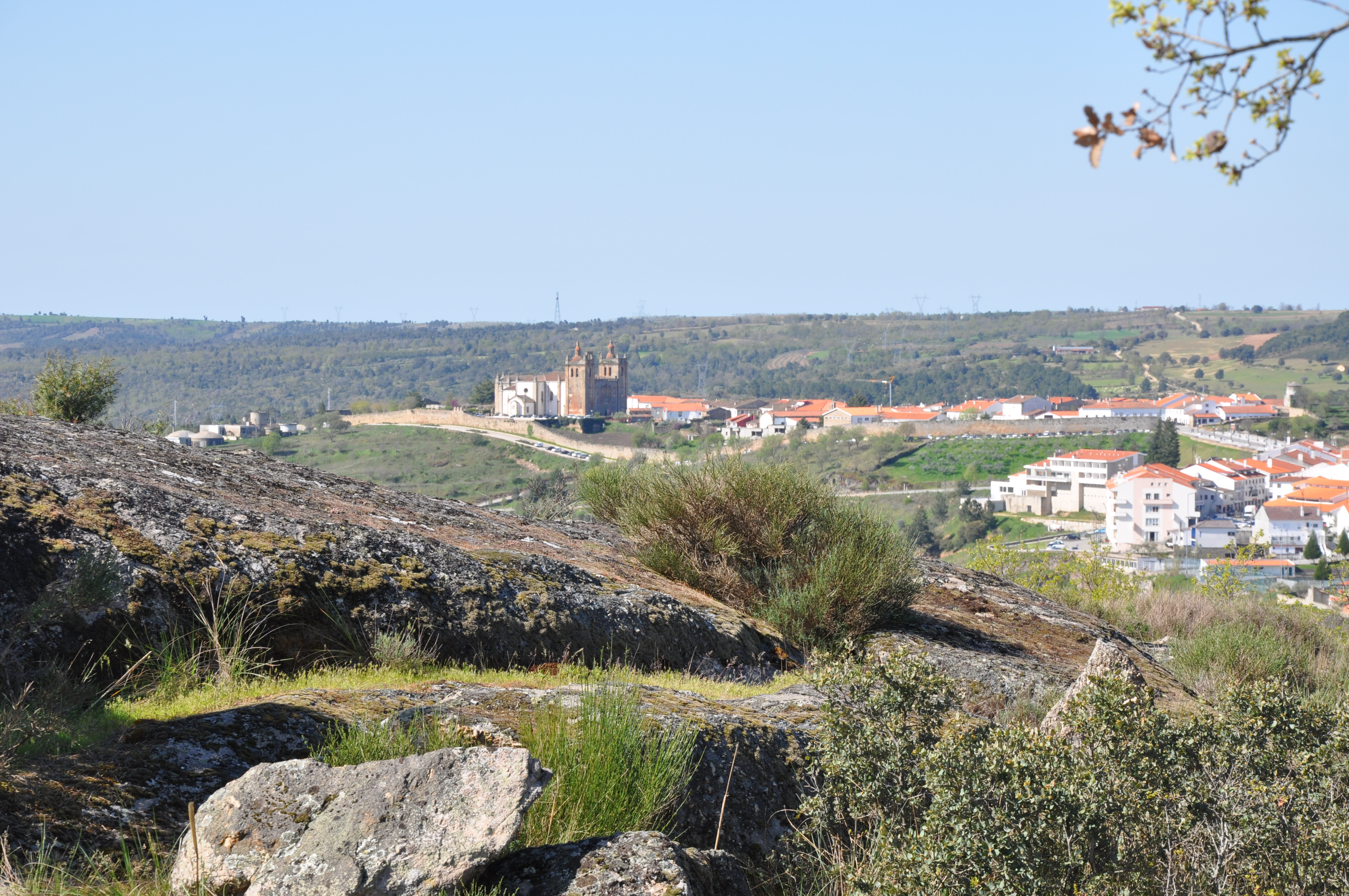
Miranda do Douro e o seu planalto, forma de relevo característica de Trás-os-Montes.

No entanto, as províncias nunca tiveram qualquer atribuição prática e desapareceram do cenário administrativo (ainda que não do vocabulário quotidiano dos portugueses) com a revisão constitucional de 1959, não sendo recuperadas pela Constituição de 1976.
A proposta de regionalização sujeita a Referendo em 1998 foi rejeitada. Previa-se a criação da região de Trás-os-Montes, em tudo igual à província de 1936, com a excepção de incluir mais um concelho (a Mêda).

## Território
A província de 1936 limitava a Norte e a Leste com a Espanha (províncias de Ourense, na Galiza, e Zamora e Salamanca na Castela e Leão), a Sul com a Beira Alta, e a Oeste com o Minho e Douro Litoral.
Era então constituída por 31 concelhos, integrando a totalidade do Distrito de Bragança e do Distrito de Vila Real, englobando ainda 4 concelhos do Distrito de Viseu e um concelho do Distrito da Guarda.
- Distrito de Bragança (todos os 12 concelhos): Alfândega da Fé, Bragança, Carrazeda de Ansiães, Freixo de Espada à Cinta, Macedo de Cavaleiros, Miranda do Douro, Mirandela, Mogadouro, Torre de Moncorvo, Vila Flor, Vimioso, Vinhais.
- Distrito de Vila Real (todos os 14 concelhos): Alijó, Boticas, Chaves, Mesão Frio, Mondim de Basto, Montalegre, Murça, Peso da Régua, Ribeira de Pena, Sabrosa, Santa Marta de Penaguião, Valpaços, Vila Pouca de Aguiar, Vila Real.
- Distrito de Viseu (4 de 24 concelhos): Armamar, Lamego, São João da Pesqueira, Tabuaço.
- Distrito da Guarda (1 de 14 concelhos): Vila Nova de Foz Côa.

Actualmente, o território da antiga província encontra-se repartido pelas sub-regiões estatísticas do Alto Trás-os-Montes (totalidade), Douro (a maior parte, exceptuados os concelhos de Moimenta da Beira, Penedono, Sernancelhe e Tarouca) e ainda parte do Tâmega (concelhos de Mondim de Basto e Ribeira de Pena).

### Hidrografia
O Douro é o rio mais importante deste território e vertebrador do relevo e da disposição geográfica e humana. A ele entregam as suas águas os seguintes rios em importância: o rio Sabor, o rio Tua e o rio Corgo, cujos cursos serviram para canalizar o transporte ferroviário da região. Outro rio importante é o Tâmega, que serve de limite da região a oeste. Um dos seus afluentes é o rio Rabagão, que também serve para delimitar a região e sobre o qual são construídas as barragens do Alto Rabagão e Venda Nova. No rio Azibo, um afluente do Sabor, encontra-se a albufeira do Azibo, uma área natural protegida de interesse turístico. O rio Sabor dá origem à albufeira do Baixo Sabor, uma dos maiores da região. Perto dele ficam as situadas no Douro Internacional: Castro, Miranda, Picote, Bemposta, Aldeiadávila e Saucelle. Metade delas são propriedade de Portugal e a outra metade de Espanha.
Sem dúvida que a infraestrutura hidroeléctrica mais importante da região é o canal de navegação do Alto Douro Vinhateiro, que possibilita o trânsito de cruzeiros turísticos do Porto até à fronteira espanhola em Barca de Alva. É possível graças às eclusas das barragens do Pocinho, Valeira, Régua, Carrapatelo e Crestuma-Lever.

### Clima
A região foi sempre dividida em duas zonas climáticas, conhecidas como a Terra Fria transmontana e a Terra Quente transmontana. A Terra Fria é a zona com invernos muito frios e longos, com verões quentes e secos, enquanto a Terra Quente tem invernos mais curtos, embora igualmente muito frios, com verões muito quentes e secos que deixam a sua influência sentida mesmo na primavera e no outono, que são mais curtos do que normal.

### Natureza
Trás-os-Montes destaca-se principalmente por suas paisagens contrastantes. A norte está o Parque Natural de Montesinho, a leste, o Parque Natural do Douro Internacional, que faz fronteira com Espanha, a noroeste o Parque Nacional da Peneda-Gerês, a oeste, as serras do Marão e Alvão e a sul, a região do Alto Douro Vinhateiro, declarada Património Mundial pela Unesco a 14 de Dezembro de 2001. O nordeste da região foi declarado reserva da biosfera pela Unesco sob o nome de Meseta Ibérica.

## Economia
É um dos principais territórios do país ao nível da produção da castanha, do azeite, do vinho, da amêndoa, do mel e dos enchidos.
Segundo o Recenseamento Agrícola de 2009, a Região Agrícola de Trás-os-Montes, que engloba todos os concelhos da Região de Trás-os-Montes e Alto Douro, exceto Mondim de Basto e Ribeira de Pena, e engloba mais 4 concelhos que estão fora de Trás-os-Montes e Alto Douro (Moimenta da Beira, Penedono, Sernancelhe e Tarouca), as áreas utilizadas para a produção dos principais produtos agrícolas são as seguintes:
- Olival (75266 hectares, 22% do total nacional, atrás do Alentejo, com 49%)
- Vinha (60970 hectares, 34% do total nacional)
- Frutos de casca rija (46920 hectares, 41% do total nacional) 
  - Castanheiros (29044 hectares, 86% do total nacional)
  - Amendoeiras (16506 hectares, 67% do total nacional)
  - Nogueiras (1005 hectares, 41 % do total nacional
- Frutos frescos (7746 hectares, 19% do total nacional, atrás do Ribatejo e Oeste, com 41%)
  - Macieiras (4645 hectares, 38% do total nacional)
  - Cerejeiras (1948, 36% do total nacional, atrás da Beira Interior, com 41%)

A região destaca-se assim por ter a maior área de vinhas, castanheiros, amendoeiras, nogueiras e macieiras de todo o país, e por ser a segunda região com maior área de olivais e cerejeiras.

## Cozinha

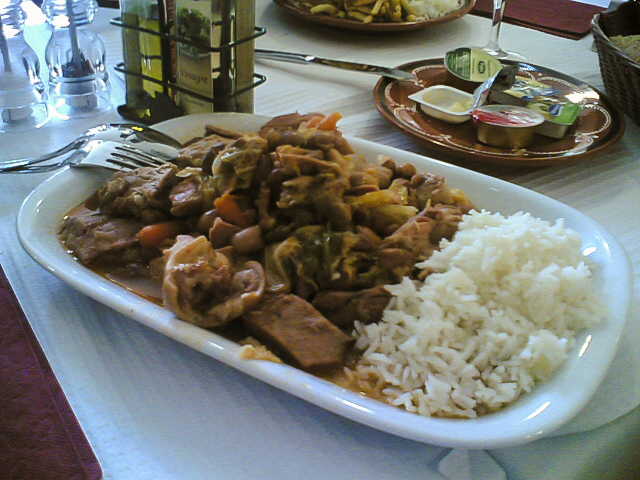
Feijoada à transmontana.

### Feijoada à transmontana
A feijoada à transmontana é uma versão muito popular deste prato típico português. É feito com feijão vermelho, carne de porco ou bovina, chouriço, tomate, cenoura e acelga, geralmente acompanhado de arroz seco. Trata-se de um prato de coração, um dos chamados pratos de inverno, que deu aos camponeses transmontanos a energia de que necessitavam para enfrentar com sucesso a paisagem agreste e ondulante transmontana. Tem uma multiplicidade de sabores e texturas diferentes. As classes superiores fizeram-no mais com vitela, as classes inferiores com carne de porco. Eram as duas carnes mais comuns na dieta básica da época. Comer vitela e galinha todos os dias era um privilégio das classes altas.

### Bacalhau à transmontana
O bacalhau é um alimento bem conhecido na gastronomia portuguesa. A versão de Trás-os-Montes tem presunto, batata, alho, tomate, cebola, ovo cozido e um toque de vinho do Porto.

### Cuscos
Os cuscos foram introduzidos na gastronomia transmontana há vários séculos por influência muçulmana ou judaica, tal como o cuscuz, comida muito popular entre muçulmanos e judeus. São produzidos como uma massa de farinha de trigo, que antigamente vinha para substituir o arroz ou a massa. A carola, como se chamam os cuscos cozidos a vapor, é comido ao pequeno-almoço ou ao lanche, sozinho ou com açúcar e mel. Hoje, tornaram-se um produto gourmet utilizado por muitos chefes de cozinha. Secos, são cozinhados de forma semelhante ao arroz e combinados com produtos locais tais como enchidos, cogumelos, legumes ou carnes. Também são preparados doces, com leite e canela, formando um prato semelhante ao arroz-doce.